# Anzor Urishev
Anzor Suadinovich Urishev –en ruso, Анзор Суадинович Уришев– (Psyjurei, 23 de enero de 1987) es un deportista ruso de origen cabardino que compite en lucha libre.
Ganó cuatro medallas en el Campeonato Europeo de Lucha entre los años 2010 y 2013.
Participó en los Juegos Olímpicos de Londres 2012, ocupando el octavo lugar en la categoría de 84 kg.

## Palmarés internacional
| Campeonato Europeo | Campeonato Europeo  | Campeonato Europeo | Campeonato Europeo |
| Año                | Lugar               | Medalla            | Categoría          |
| ------------------ | ------------------- | ------------------ | ------------------ |
| 2010               | Bakú (Azerbaiyán)   | Medalla de oro     | 84 kg              |
| 2011               | Dortmund (Alemania) | Medalla de oro     | 84 kg              |
| 2012               | Belgrado (Serbia)   | Medalla de bronce  | 84 kg              |
| 2013               | Tiflis (Georgia)    | Medalla de bronce  | 84 kg              |